# 1916 Boreas
1916 Boreas è un asteroide near-Earth del diametro medio di circa 3,5 km. Scoperto nel 1953, presenta un'orbita caratterizzata da un semiasse maggiore pari a 2,2724964 UA e da un'eccentricità di 0,4496835, inclinata di 12,88381° rispetto all'eclittica.
L'asteroide è dedicato a Borea, personificazione del vento del nord nella mitologia greca.